# 畝尾都多本神社
畝尾都多本神社（うねおつたもとじんじゃ）は、奈良県橿原市にある神社である。天香久山北西麓に鎮座し、隣接する北東の位置に同じく式内社の畝尾坐健土安神社が鎮座している。「啼澤神社・哭沢神社・泣沢神社」の別名があり「なきさわのもり」と呼ばれている。

## 祭神
- 泣沢女神(なきさわめのかみ)

泣沢という井戸があり、その井戸が御神体として祀られている。

## 歴史
創建は不明だが、『万葉集』巻第二の二〇二に、
哭沢の神社に神酒すゑいのれどもわご玉は高日知らぬ
(泣沢神社の女神に神酒を捧げて薨じられた皇子の延命を祈っているのに、皇子はついに天を治めになってしまわれた。)
その左注に、
「右一首、類聚歌林に曰は桧隈女王の泣沢女神を怨むる歌といへり。日本紀を案ふるに云はく、十年丙申(696)の秋七月辛丑の朔の庚戌、後皇子命薨りましぬといへり」
と記されている。これは、持統天皇十年（696)に、松隈女王が再生の神に神酒を捧げ高市皇子の延命を祈ったのに、蘇ることなかったという、泣沢女神を恨む和歌である。この事から畝尾都多本神社は、飛鳥時代には既に存在していると考えられる。なお境内石碑には以上の万葉集の注に加えて、「泣沢売神は命乞の神なり」という平田篤胤の『玉襷』の一節と、「語源的に沢女は雨に通ず水神なり」という本居宣長の『古事記伝』の一節の引用が刻まれている。
1446年(文安3年)の『和州五郡神社神名帳大略注解』には 天香山坐櫛真命神社・坂門神社(天岩戸神社)・畝尾坐健土安神社とともに、「天香山坐四處神社」と称している。
延喜式内社の畝尾都多本神社と比定され、同じく式内社の畝尾坐健土安神社が隣接して鎮座。奈良時代の正税を収納管理する役所「香山正倉」の遺構が周辺から発掘されている。
明治時代に社殿が再建された。

## 名前の由来
畝は、うねうねしているところ。尾は、鳥獣のように山が裾が長く引いているところ。畝尾は、山の裾のことをいう。この事から、香久山の麓にある畝尾ということになる。

## 摂末社
- 八幡神社(御祭神 - 八幡大神 · 比売大神 · 気長足姫大神)
- 稲荷神社(御祭神 - 保食神)